# Elena Grölz
Elena Grölz (* 26. Juli 1960 in Bacău, Rumänien, als Elena Leonte; † 9. Februar 2025) war eine deutsche Handballspielerin rumänischer Herkunft.

## Sportliche Laufbahn
Ihre Karriere begann Elena Grölz in ihrer rumänischen Heimatstadt Bacău. Danach wechselte sie zu HCM Constanța. Mit der Mannschaft wurde sie mehrfach rumänischer Meister und Pokalsieger. Für Rumänien absolvierte sie 136 Länderspiele. Bei der B-Weltmeisterschaft 1985 in Deutschland setzte sie sich von ihrer Mannschaft ab, blieb in Deutschland und spielte fortan für den TV Lützellinden. Mit der Mannschaft wurde sie mehrfach Deutscher Meister und DHB-Pokalsieger. 1990 wechselte sie zum Lokalrivalen TV Mainzlar, wo sie dann auch ihre Karriere 1995 beendete.
In der Saison 2004/05 arbeitete Elena Grölz als Co-Trainerin beim TV Mainzlar, danach für eine Saison als Trainerin der Mannschaft.
Elena Grölz war von Beruf Diplom-Sportlehrerin an der Liebigschule Gießen. Sie war verheiratet und hatte zwei Kinder.

## Erfolge
- 4 × Rumänischer Meister
- 3 × Rumänischer Pokalsieger
- 3 × Deutscher Meister mit dem TV Lützellinden
- 2 × DHB-Pokalsieger mit dem TV Lützellinden
- Teilnahme an der B-Weltmeisterschaft in Dänemark 1989
- Teilnahme A-Weltmeisterschaft in Südkorea 1990
- 4. Platz bei den Olympischen Spielen 1992 in Barcelona
- Torschützenkönigin der Handball-Bundesliga 1991 (170/55), 1992 (233/81), 1993 (232/85) und 1995 (231/62) mit dem TV Mainzlar
- Handballerin des Jahres 1988, 1991 und 1992 in Deutschland